# District de Heping (Taichung)
Pour les articles homonymes, voir Heping.
Le district de Heping (Chinois : 和平區; pinyin : Hépíng Qū; Wade-Giles : Ho2-p'ing2 Ch'ü1) est un district indigène montagnard de l'est de la municipalité de Taichung, à Taïwan. Il est non seulement le plus grand district de la municipalité de Taichung, mais aussi le plus grand district de Taïwan en termes de superficie. C'est le centre géographique de Taiwan.

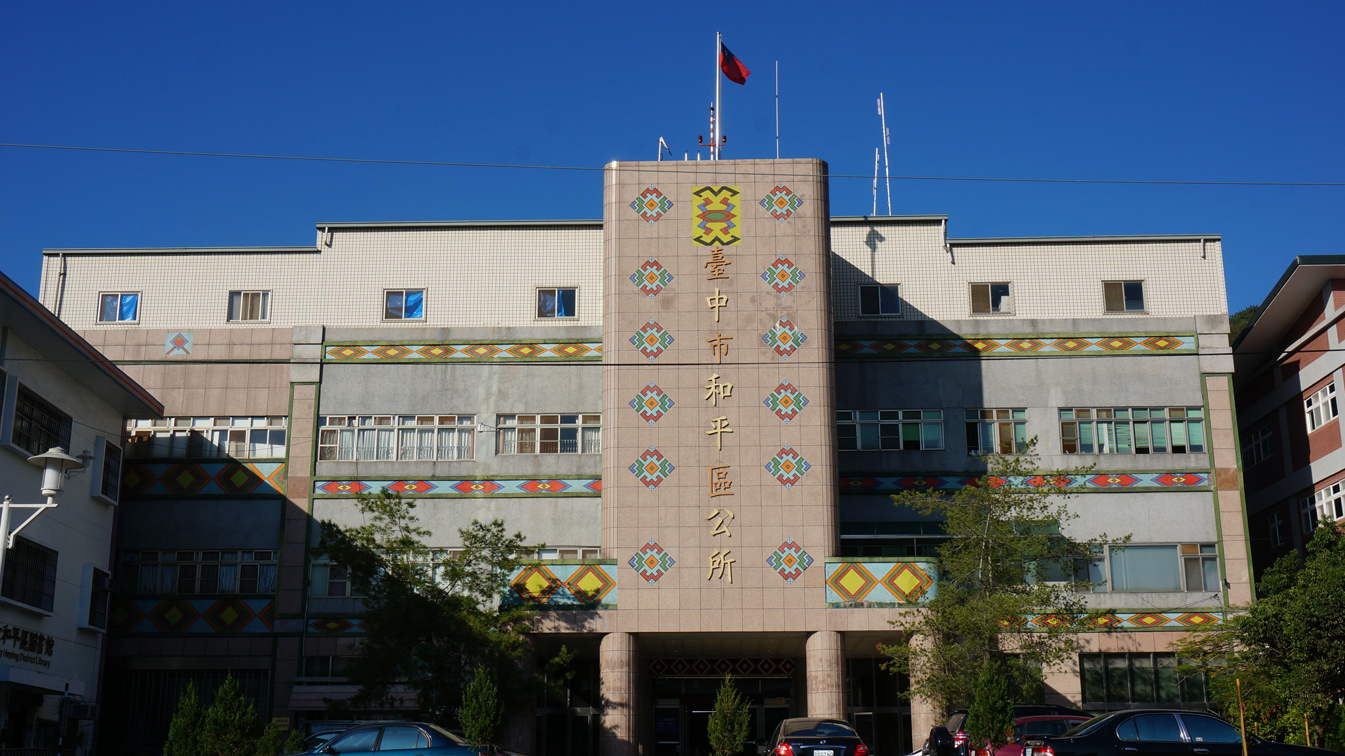
Bureau du district de Heping

## Histoire
Après la rétrocession de Taiwan du Japon à la République de Chine en 1945, Heping a été organisée en canton indigène montagnard du comté de Taichung. Le 7 juin 1973, deux villages situés le plus au nord-est du canton ont été séparés pour former une nouvelle division au niveau du comté, qui était le Bureau administratif de construction de Lishan (Chinois : 梨山建設管理局). Cependant, le bureau a été dissous le 18 février 1982 et les deux villages ont été restitués au canton. Le 25 décembre 2010, le comté de Taichung a fusionné avec la ville de Taichung et Heping a été transformé en district de la ville.

## Géographie
Le district couvre une superficie de 1 037,82 km2, ce qui en fait le plus grand district de Taichung ainsi que de Taïwan.

## Démographie
En février 2023, le district comptait 10 889 habitants, dont environ 4 000 Atayal.

## Économie
Les produits du district de Heping sont les pommes, le miel, les légumes, les poissons, les pêches et le bambou.

## Divisions administratives
Le district est divisé en 8 villages : Nanshi, Tianlun, Boai, Ziyou, Daguan, Zhongkeng, Lishan et Pingdeng.

## Infrastructures
- Barrage de Ma'an

## Attractions touristiques
- Mont Baigu
- Zone de loisirs de la forêt nationale de Basianshan
- Mont Dajian
- Rivière Dajia
- Zone de loisirs de la forêt nationale de Dasyueshan
- Mont des Huit Immortels
- Ferme Fushoushan
- Source chaude de Guguan
- Barrage de Kukuan
- Musée culturel de Lishan
- Mont Nanhu
- Mont Xue
- Barrage de Qingshan
- Barrage de Techi
- Barrage de Tienlun
- Ferme Wuling
- Zone de loisirs de la forêt nationale de Wuling

## Transport
La route provinciale 8 traverse le district de Heping, à l'est de l'île. Le 21 septembre 1999, le séisme de Chichi a causé des dégâts importants à la route et il est peu probable qu'elle soit réparée. La section à l'est de Guguan est désormais définitivement fermée aux non-résidents. La route provinciale 14A sert désormais de route alternative.

## Personnalité liée au district
- Kao Chin Su-mei, membre du Yuan législatif